# Shovel Headed Kill Machine
Shovel Headed Kill Machine – siódmy album studyjny amerykańskiego zespołu muzycznego Exodus. Wydawnictwo ukazało się 4 października 2005 roku nakładem wytwórni muzycznej Nuclear Blast. Nagrania były promowane teledyskiem do utworu „Now Thy Death Day Come”.
Album dotarł do 41. miejsca listy Billboard Independent Albums w Stanach Zjednoczonych sprzedając się w nakładzie 3 tys. egzemplarzy w przeciągu tygodnia od dnia premiery.

## Twórcy
- Rob Dukes – Wokal
- Gary Holt – Gitary
- Lee Altus – Gitary
- Jack Gibson – Gitara Basowa
- Paul Bostaph – Perkusja

## Lista utworów
Opracowano na podstawie materiału źródłowego.
| Nr  | Tytuł utworu                 | Długość |
| --- | ---------------------------- | ------- |
| 1.  | „Raze”                       | 04:17   |
| 2.  | „Deathamphetamine”           | 08:31   |
| 3.  | „Karma's Messenger”          | 04:15   |
| 4.  | „Shudder to Think”           | 04:49   |
| 5.  | „I Am Abomination”           | 03:25   |
| 6.  | „Altered Boy”                | 07:37   |
| 7.  | „Going Going Gone”           | 04:59   |
| 8.  | „Now Thy Death Day Come”     | 05:11   |
| 9.  | „.44 Magnum Opus”            | 06:57   |
| 10. | „Shovel Headed Kill Machine” | 02:56   |
|     |                              | 52:57   |